# جوك
غليس أتيابا كوفي سولير (Gilles Ateyaba Koffi Soler) ويعرف أكثر باسم شهرته جوك (Joke) ومنذ 2018 كـ Ateyaba هو مغني راب فرنسي من مواليد 27 أكتوبر 1989.

## روابط خارجية
- جوك على موقع ميوزك برينز (الإنجليزية)
- جوك على موقع أول ميوزيك (الإنجليزية)
- جوك على موقع ديسكوغز (الإنجليزية)